# Кабесабельйоса
Кабесабельйоса (ісп. Cabezabellosa) — муніципалітет в Іспанії, у складі автономної спільноти Естремадура, у провінції Касерес. Населення — 414 осіб (2010).
Муніципалітет розташований на відстані близько 200 км на захід від Мадрида, 80 км на північний схід від Касереса.

## Демографія
Динаміка населення (INE ):